# Фосс, Юлий фон
Юлий фон Фосс (нем. Julius von Voß; 1768—1832) — немецкий писатель

 и драматург XIX века; основатель берлинского Lokalposse.

## Биография
Юлий Фосс родился 24 августа 1768 года в городе Бранденбурге-на-Хафеле; происходил из древнего немецкого дворянского рода Фосс (нем. Voß). 

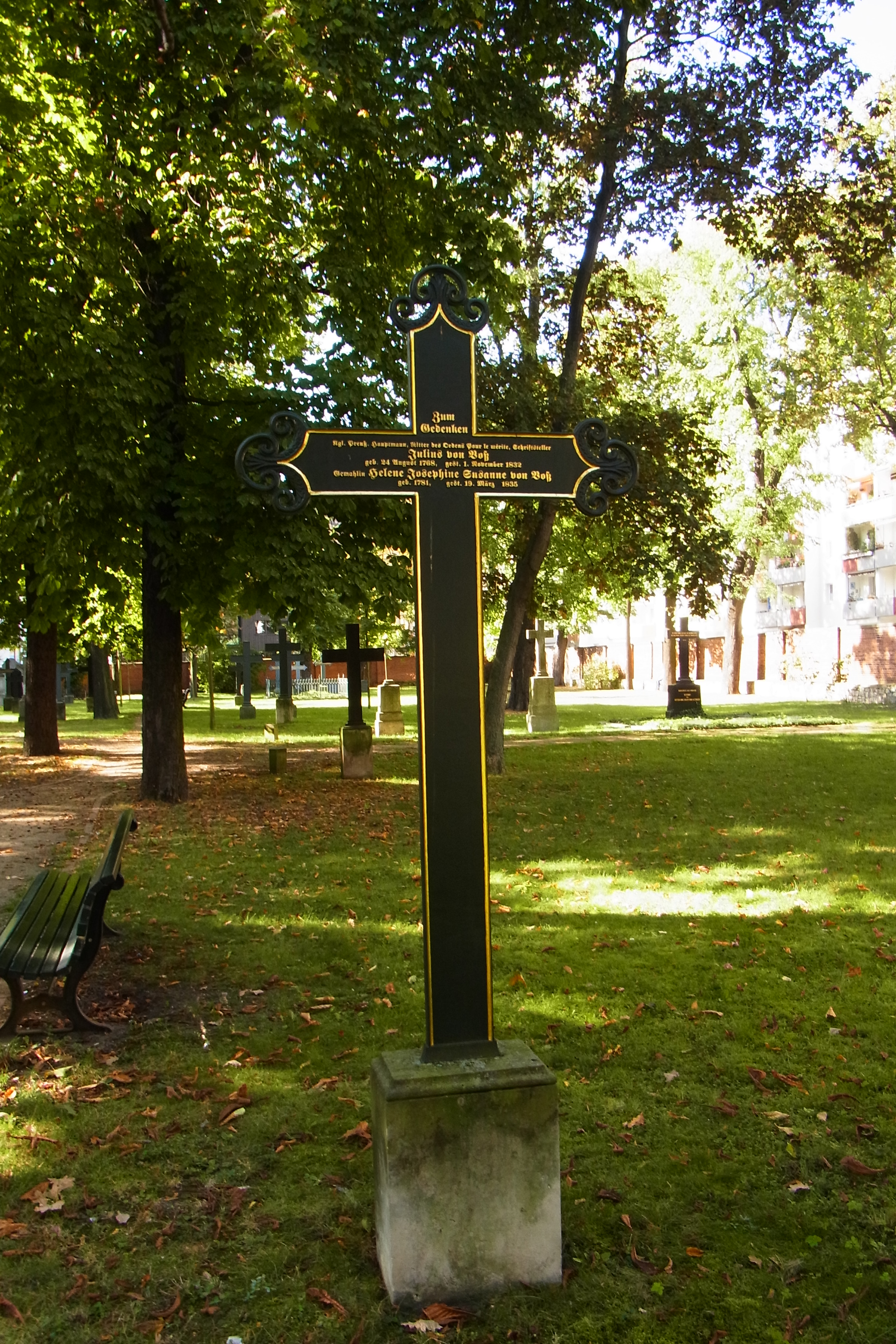
Могила Фосса

В четырнадцать лет поступил на воинскую службу, стал адъютантом полковника Иоганна Христиана фон Хундта принимал участие в подавлении восстания Костюшко, был награждён орденом Pour le Mérite. Уже в то время он начал писать первые сатирические произведения, что в итоге повлияло на его продвижение по службе не в лучшую для Фосса сторону. Видя эту несправедливость он в 1798 году оставил службу и полностью посвятил себя литературной деятельности. Получив отставку путешествовал по Германии, Швеции, Франции и Италии, и, наконец, поселился в немецкой столице.
Его драмы и комедии изданы под заглавиями «Lustpiele» (Берлин, 1807—1818), «Neuere Lustspiele» (Берлин, 1823—1827), «25 dramat. Spiele» (1822) и «Trauerspiele» (1823). Повести и романы Фосса были напечатаны в городе Берлине под заглавием «Kleine Romane» (1811—1815).
Фосс неоднократно выставлял в своих комедиях евреев в смешном виде; однако в 1819 году, в разгар увлечения тевтоманией (гипертрофированной приверженности ко всему древнегерманскому) и криками «hep-hep» в адрес евреев, он публично выступил в защиту евреев, став одним из немногих немецких писателей, решивших взять под свою защиту евреев и пристыдившим немцев, что они хотят «отодвинуть 1819 г. к 1419 г.».
Юлий Фосс умер 1 ноября 1832 года в городе Берлине.
Произведения Фосса имеют большой исторический интерес, представляя довольно достоверную картину жизни прусского общества в начале XIX века.